# Sauvigney-lès-Pesmes
Sauvigney-lès-Pesmes település Franciaországban, Haute-Saône megyében. Lakosainak száma 158 fő (2022. január 1.). Sauvigney-lès-Pesmes Chevigney, Broye-Aubigney-Montseugny és Pesmes községekkel határos.

## Népesség
A település népessége az elmúlt években az alábbi módon változott:
| Lakosok száma | 167  | 152  | 139  | 137  | 134  | 142  | 150  | 158  |
|               | 2013 | 2015 | 2017 | 2018 | 2019 | 2020 | 2021 | 2022 |